# Arquidiocese de Valência na Venezuela
A Arquidiocese de Valência na Venezuela (Archidiœcesis Valentina in Venetiola) é uma circunscrição eclesiástica da Igreja Católica situada em Valencia, Venezuela. Sua Sé é a Catedral Basília de Nossa Senhora do Socorro.
Possui 69 paróquias servidas por 120 padres, contando com 2 375 380 habitantes, com 89,4% da população jurisdicionada batizada (2 123 155 batizados).

## História
A diocese de Valência na Venezuela foi erigida em 12 de outubro de 1922 pela bula Ad munus do Papa Pio XI, recebendo o território da Arquidiocese de Caracas, da qual era originalmente sufragânea.
Em 7 de outubro de 1966 e em 16 de maio de 1972, cedeu partes de seu território à vantagem, respectivamente, da ereção da Diocese de San Felipe e de San Carlos de Venezuela.
Em 12 de novembro de 1974 foi elevada à dignidade de arquidiocese metropolitana pelo Papa Paulo VI.
Em 7 de janeiro de 1986, pela carta apostólica Quantopere Mariam, o Papa João Paulo II confirmou a Virgem Maria, conhecida com o título de Nuestra Señora del Socorro, como padroeira da arquidiocese.
Em 5 de julho de 1994, cedeu outra parte do território para o benefício da ereção da Diocese de Puerto Cabello.

## Prelados
|                          | Nome                             | Período    | Notas                                  |
| Arcebispos               | Arcebispos                       | Arcebispos | Arcebispos                             |
| ------------------------ | -------------------------------- | ---------- | -------------------------------------- |
| 4º                       | Jesús González de Zárate Salas   | 2024-      | Atual                                  |
| 3º                       | Reinaldo del Prette Lissot       | 2007-2022  |                                        |
| 2º                       | Jorge Liberato Urosa Savino      | 1990-2005  | Nomeado Arcebispo de Caracas           |
| 1º                       | Luis Eduardo Henríquez Jiménez † | 1974-1990  |                                        |
| Bispos                   |                                  |            |                                        |
| 5º                       | Luis Eduardo Henríquez Jiménez † | 1972-1974  |                                        |
| 4º                       | José Alí Lebrún Moratinos †      | 1962-1972  | Nomeado Arcebispo-coadjutor de Caracas |
| 3º                       | Gregorio Adam Dalmau †           | 1937-1961  |                                        |
| 2º                       | Salvador Montes de Oca †         | 1927-1934  |                                        |
| 1º                       | Francisco Antonio Granadillo †   | 1923-1927  |                                        |
| Bispos-auxiliar          |                                  |            |                                        |
|                          | José Sótero Valero Ruz           | 1998-2001  | Nomeado Bispo de Guanare               |
|                          | Reinaldo del Prette Lissot       | 1993-1997  | Nomeado Bispo-coadjutor de Maracay     |
|                          | Nelson Antonio Martinez Rust     | 1982-1992  | Nomeado Bispo de San Felipe            |
|                          | José Joaquín Troconis Montiel    | 1977-1986  |                                        |
| Administrador apostólico |                                  |            |                                        |
|                          | Saúl Figueroa Albornoz           | 2022-      | Bispo de Puerto Cabello                |